# Langweiler, Kusel
Langweiler là một đô thị thuộc huyện Kusel, bang Rheinland-Pfalz, phía tây nước Đức. Đô thị Langweiler, Kusel có diện tích 4,16 km², dân số thời điểm ngày 31 tháng 12 năm 2006 là 269 người.